# 雙生假鰓鱂
雙生假鰓鱂，為輻鰭魚綱鯉齒目鰕鱂亞目鰕鱂科的其中一種，為熱帶淡水魚，被IUCN列為易危保育類動物，分布於非洲坦尚尼亞淡水流域，體長可達3.2公分，棲息在池塘底中層水域，生活習性不明。

## 擴展閱讀
維基物種上的相關：雙生假鰓鱂